# Tom Brookshier
(en) Statistiques sur pro-football-reference
Thomas Jefferson « Tom » Brookshier (né le 16 décembre 1931 à Roswell et mort le 29 janvier 2010) est un joueur américain de football américain. Il fit l'ensemble de sa carrière dans la franchise des Eagles de Philadelphie.

## Carrière

### Joueur

#### Université
Tom Brookshier entre à la Roswell High School (équivalent du lycée) et pratique différents sports comme le football américain, le basket-ball ainsi que le baseball, excellant dans chacun de ces sports.
Il entre à l'université du Colorado et se tourne vers le foot US en occupant les postes de defensive back, fullback et returner ; jouant avec notamment John Swigert. Parallèlement, il devient le lanceur remplaçant de l'équipe de baseball.

#### NFL
Il est choisi lors du 10e tour du repêchage de 1953 au 117e choix par les Eagles de Philadelphie. Il débute lors de la saison 1953, jouant un total de onze matchs et interceptant huit ballons. Il se retire pendant deux saisons des terrains pour servir dans l'US Air Force.
Il fait son retour en 1956 et est sélectionné en 1959 pour le Pro Bowl. L'année suivante, les Eagles décrochent le titre de champion de la NFL et Brookshier est pris pour la seconde fois dans le Pro Bowl.

#### Fin brutale
Le 5 novembre 1961, les Eagles affrontent les Bears de Chicago. Tom tacle Willie Galimore mais se fracture la jambe lors de cette action. La blessure l'oblige à mettre fin à sa carrière après sept saisons dans l'élite du football américain.

### Commentateur

#### Le duo Summerall/Brookshier

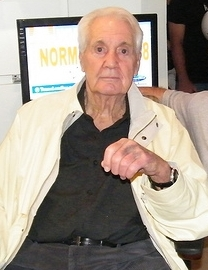
Pat Summerall, ayant commenté avec Brookshier

Brookshier entre dans une station de radio sportive de Philadelphie en 1962, peu de temps après, il devient directeur de la station. Trois ans plus tard, il rejoint la chaîne CBS pour commenter les matchs de son ancienne équipe les Eagles de Philadelphie.
Ensuite, il coanime This week in Pro Football avec Pat Summerall et l'émission fait un véritable carton, cela mène à un duo de commentateur mémorable entre Summerall et Brookshier qui commence à prendre le micro en 1974, remplaçant Ray Scott. Les deux compères commentèrent plusieurs matchs de la saison régulière ainsi que des play-offs, devenant le visage de CBS.
En 1981, Tom est remplacé par John Madden au poste de consultant.

#### Controverse avec l'université de Louisville
Alors qu'il était au commentaire le 11 novembre 1983 du match Saints de la Nouvelle-Orléans/Eagles de Philadelphie, Brookshier lâcha à l'antenne que l'équipe de basket-ball de l'université de Louisville avait un Q.I. collectif de 40 (« a collective I.Q. of about 40 ») après une annonce que le match de cette équipe en NCAA serait diffusé après le match de NFL.
Cette phrase provoque un tollé et le président de CBS Neal Pilson s'excuse auprès de l'université en suspendant Tom pour le dernier week-end de la saison régulière. Bill Olsen, directeur de Louisville's Athletic, condamna cette remarque comme du racisme. Cette affaire mène à ce que le cinq majeur de l'équipe soit formé d'afro-américains.
Plus tard, Brookshier s'excuse de cette remarque qu'il qualifie de stupide mais dénonce la pression de la chaine CBS en disant qu'il n'était jugé que sur un seul fait alors qu'il méritait mieux que cela en vingt ans chez la chaîne. Le président de l'université Donald Swain accepte les excuses de Tom et l'invite lors de l'annuel déjeuner d'avant match le 2 août 1984. Brookshier est réintégré dans ces fonctions de commentateur mais il quitte la chaîne trois ans plus tard.

#### Dernières apparitions
À partir de 1989, il anime Breakfast with Brookshier avant que l'émission soit renommée Brookie and the Rookie après l'arrivée d'Angelo Cataldi et ensuite tout simplement Brookshier et Cataldi. Il quitte le monde de la télévision pour devenir un consultant pour la firme internationale de l'immobilier CB Richard Ellis.

## Décès
Tom Brookshier meurt après un long combat contre le cancer le 29 janvier 2010 à l'hôpital Lankenau.

## Honneurs
Le maillot que portait Tom à partir de la saison 1956 (car il portait le numéro #45 en 1953) avec le numéro #40 fut retiré par les Eagles.
Il fut nommé dans la first team All-Pro de 1960, année du titre de champion de la NFL.